# Leo Bertos
Leo Bertos, né le 20 décembre 1981 à Wellington, est un footballeur néo-zélandais évoluant au poste de milieu offensif. Il fait partie de l'Équipe de Nouvelle-Zélande lors de la Coupe du monde de football de 2010.

## Carrière
Après 3 saisons dans le championnat de Nouvelle-Zélande, Leo Bertos part pour l'Angleterre en 2000 et rejoint Barnsley. En 2003 il part pour Rochdale, mais au bout de deux il ne fait plus partie des plans de l'entraineur. Bertos passe alors successivement à Chester City, York City, Scarborough et Worksop Town avant de retourner en Océanie. Il intègre l'A-League avec le club de Perth Glory FC. Lors de sa première saison il est le meilleur passeur du championnat avec 9 passes décisives. À la fin de la saison Bertos fait des essais pour le club grec Skoda Xanthi mais n'est pas retenu. La saison 2007-2008 est moins intéressante, seulement deux passes décisives et un but. Bertos quitte Perth à la fin de son contrat et rejoint le Wellington Phoenix FC comme joueur libre. Il devient un joueur important, il est élu joueur de l'année du club pour sa première saison. La saison 2009-2010 est encore meilleure, il marque deux buts et fait 8 passes décisives faisant de lui le meilleur passeur de la jeune histoire du club.
Il est à présent manager de l'équipe Weston Workers Bears Football Club